# パセオ (札幌市)
パセオ (paseo) は、札幌市北区に所在する北海道旅客鉄道（JR北海道）札幌駅高架下にかつて存在した商業施設である。JRタワーを構成する施設であった。

## 概要
札幌駅高架下の商業施設として開業、ネーミングはスペイン語で「散歩道」を意味するものとした。東側には、札幌市営地下鉄東豊線さっぽろ駅への連絡口がある。
2011年のリニューアルによって内装の変更とともに、英語表記も「PASEO」から「paseo」に改めた。エリア名称も、地上1階・地下1階の西コンコースより西側を「paseo WEST」、地下1階の札幌駅改札下を「paseo CENTER」、地上1階・地下1階の東コンコースより東側を「paseo EAST」に改め、地下1階 paseo CENTERの中央部には新たに「テルミヌス広場」が設けられた。
宇都宮市にある、同名の商業施設との関連はない。

## 館内
開業当初は1階・地下1階中央部にファッション関連を中心とした「Beautiful Land」、1階に子供用品やファンシーグッズを中心とした「Hearty Land」・郵便局やレンタカー等のサービス関連を中心とした「MIZ Land」・工芸品や食料品店などを中心とした「Sapporo Factory Land」、地下1階にメンズファッション中心の「Adventure Land」・世界の最先端品を扱う「World Mixing Land」・飲食店を中心とした「Pleasure Land」の7エリアの構成で分けられ、地下1階の中央部には「水の広場」があった。
2011年のリニューアル後は、「paseo WEST」にレストランやカフェなどの飲食店が多く出店し、地上1階には「北海道さっぽろ「食と観光」情報館」が隣接していた。「paseo CENTER」「paseo EAST」にはファッションや雑貨、ヘルス&ビューティ関連などの専門店が出店していた。地下1階東西通路には、改装前の特徴的な天井、石畳、床面に施されたレリーフ・デザインなどの一部が残され「テルミヌスの記憶」と名付けられた。地下中央部の「テルミヌス広場」から札幌駅に続く通路には、歩くとセンサーが反応しサウンドアートが流れる「テルミヌス・サウンド」という演出が施された。

## 沿革
- 1987年（昭和62年）
  - 9月 - 運営会社「札幌ステーション開発株式会社」設立、資本金3億円[6]。
  - 11月26日：札幌通産局に出店表明[6]。
- 1988年（昭和63年）：売り場面積9700平米で結審[6]。
- 1989年（平成元年）
  - 1月31日：起工式[6]。
  - 4月1日：愛称を「パセオ」に決定[6]。
  - 7月14日：札幌駅高架下商業施設「パセオ」一次開業[11][2]。
- 1990年（平成2年）11月24日：グランドオープン[11][12]。
- 2002年（平成14年）10月25日：改装オープン[13][14]。
- 2005年（平成17年）：パセオを運営する札幌ステーション開発が、札幌ステラプレイスを運営する札幌駅南口開発、アピアを運営する札幌駅地下街開発、札幌エスタを運営する札幌ターミナルビルと合併し、「札幌駅総合開発」と商号変更[15]。
- 2009年（平成21年）：ポイントカード（ポイントプログラム）「パセオポイントカード」新規加入終了。2010年3月末ポイント付与、2011年3月末ポイント交換終了[要出典]。
- 2011年（平成23年） 
  - 4月29日：リニューアル第一次オープン。paseo WEST、paseo CENTERが営業開始。ロゴマーク変更[8]。エリア名変更[16]。
  - 9月10日：リニューアル第二次オープン[17]。paseo EASTの南側が営業開始。
  - 11月12日：全館グランドオープン[18][19][8]。paseo EASTの北側が営業開始。
- 2020年（令和2年）4月18日 ‐ 5月31日：新型コロナウイルス感染症拡大に伴い、政府による緊急事態宣言や北海道が「特定警戒都道府県」の指定されたのを受け、生活必需品等を取扱う一部店舗を除き臨時休業[20]。
- 2021年（令和3年）3月17日：札幌駅総合開発が北海道新幹線建設に伴う営業終了を発表[21]
- 2022年（令和4年）9月30日：北海道新幹線札幌延伸に向けた札幌駅工事のため、営業終了[22][23]

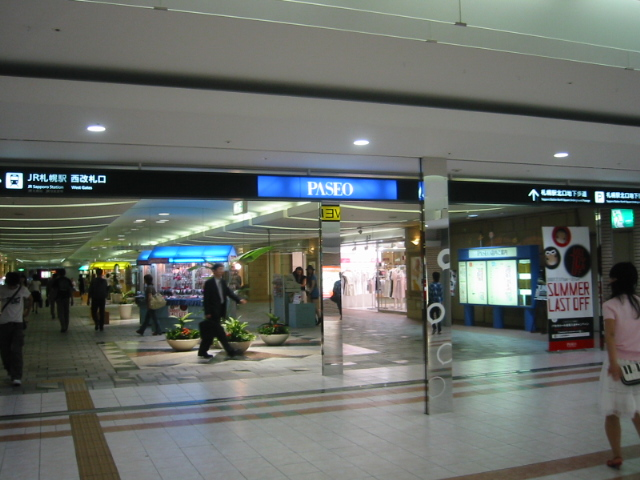
リニューアル前の「PASEO」ロゴ（2007年7月）
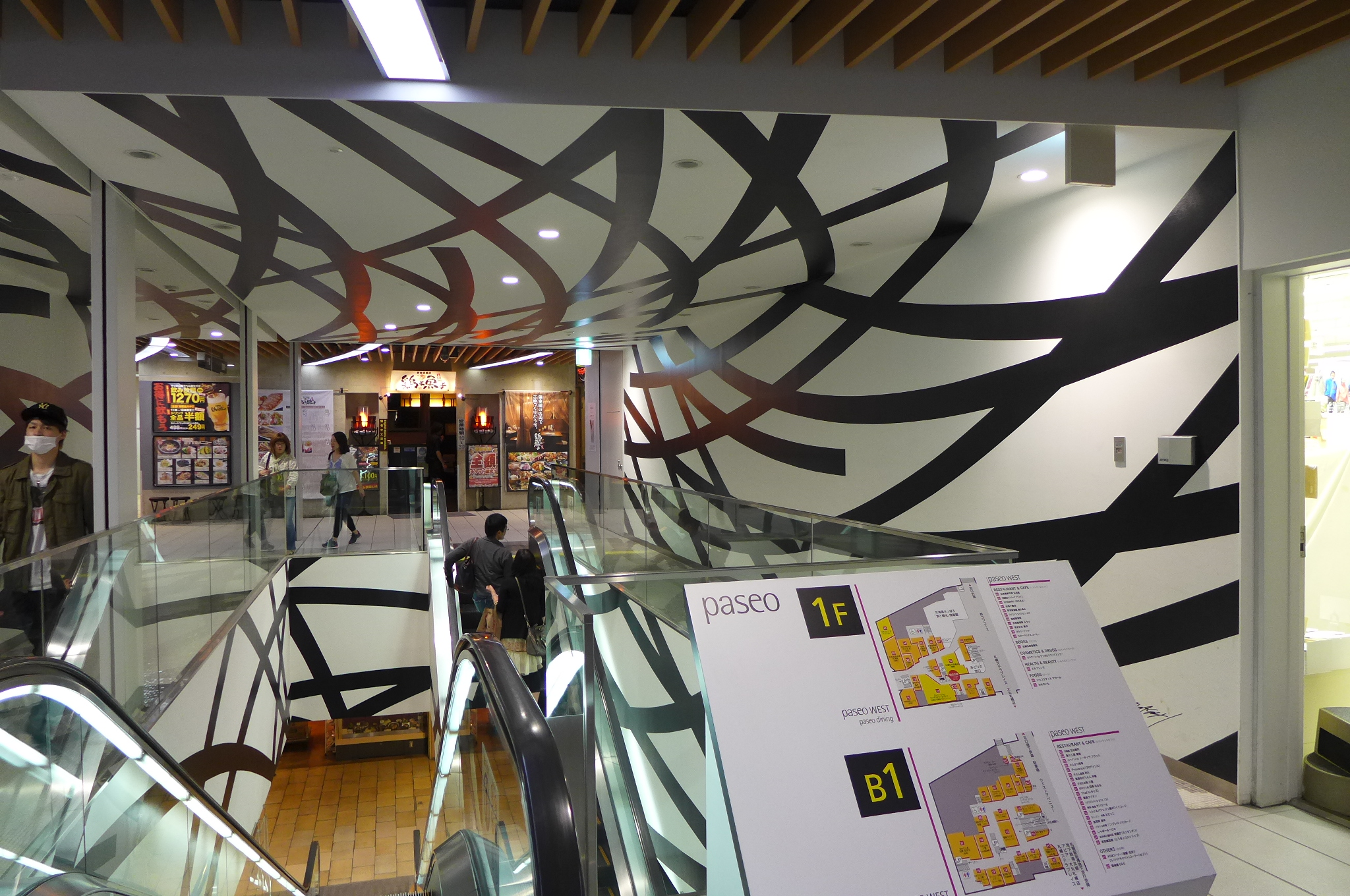
1階（2014年6月）

## 備考
- 2022年7月1日から閉店日の9月30日までエフエム北海道（AIR-G'）とのコラボ番組『paseo Final Walkers』が毎週金曜日に公開生放送されていた[24]。